# Équipe d'Inde féminine de hockey sur gazon
L'équipe d'Inde de hockey sur gazon féminin est la sélection des meilleures joueuses indiennes de hockey sur gazon. 

## Palmarès
| Jeux olympiques - 1980 : 4e - 2016 : 12e - 2020 : 4e Coupe du monde - 1974 : 4e - 1978 : 7e - 1983 : 11e - 1998 : 12e - 2006 : 11e - 2010 : 9e - 2018 : 8e Ligue mondiale - 2012-2013 : 14e - 2014-2015 : 10e - 2016-2017 : 16e Jeux du Commonwealth - 1998 : 4e - 2002 : 1er - 2006 : 2e - 2010 : 5e - 2014 : 5e - 2018 : 4e Champions Challenge - 2002 : 3e - 2011 : 7e - 2012 : 7e - 2014 : 8e |  | Jeux asiatiques - 1982 : 1er - 1986 : 3e - 1990 : 4e - 1994 : 4e - 1998 : 2e - 2002 : 4e - 2006 : 3e - 2010 : 4e - 2014 : 3e - 2018 : 2e Coupe d'Asie - 1989 : 4e - 1993 : 3e - 1999 : 2e - 2004 : 1er - 2007 : 4e - 2009 : 2e - 2013 : 3e - 2017 : 1er Champions Trophy d'Asie féminin - 2010 : 3e - 2011 : 4e - 2013 : 2e - 2016 : 1er - 2018 : 2e - 2021 : Jeux afro-asiatiques - 2003 : 1er |